# Lucius Manlius Acidinus Fulvianus
Lucius Manlius Acidinus Fulvianus est un homme politique de la République romaine. Il est le fils du Fulvius Flaccus qui prit Capoue et se fit adopter au sein de la famille de Manlius Acidinus, transformant selon l'usage son ancien nomen Fulvius en Fulvianus.

## Biographie
Il est préteur en 188 av. J.-C.. Envoyé comme propréteur en Espagne citérieure avec 3 000 hommes de renfort, il y reste deux ans et combat avec succès les Celtibères, ce qui lui vaut l'honneur d'une ovation à son retour à Rome. Il est consul en 179 av. J.-C. avec son frère adoptif, cas unique où deux frères furent consuls en même temps. Lors de cette élection, Scipion Maluginensis le qualifia d'honnête homme et d'excellent citoyen.
En 183 av. J.-C., il fait partie des trois ambassadeurs romains chargés de raccompagner en Gaule narbonnaise un groupe de Gaulois transalpins qui étaient passés en Vénétie en 186 av. J.-C. en quête d'un territoire où s'installer et qui avaient tenté de fonder une cité sur le territoire d'Aquilée.
Il figure parmi les trois anciens consuls désignés comme triumviri coloniae deducendae et chargés en 181 av. J.-C. de fonder la colonie latine d'Aquilée, avec Publius Cornelius Scipio Nasica et Caius Flaminius.